# Domléger-Longvillers
Domléger-Longvillers és un municipi francès situat al departament del Somme i a la regió dels Alts de França. L'any 2007 tenia 265 habitants.

## Demografia

### Població

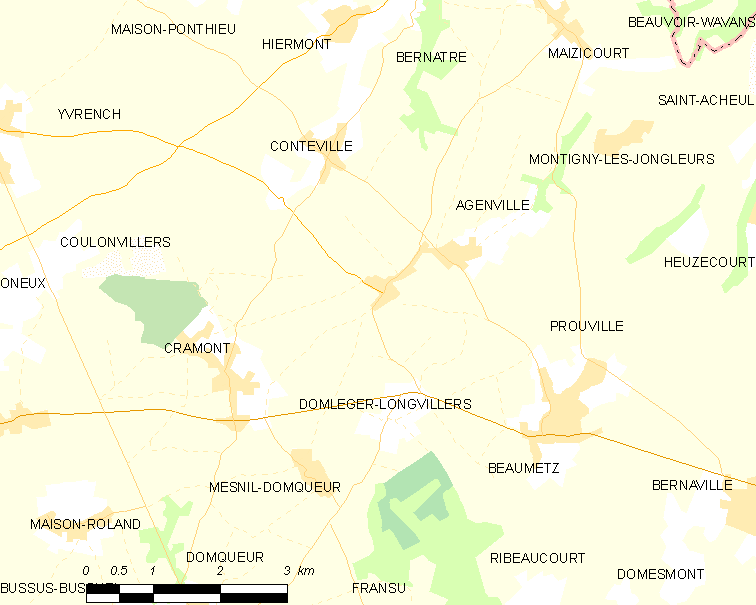
mapa del municipi

El 2007 la població de fet de Domléger-Longvillers era de 265 persones. Hi havia 104 famílies de les quals 28 eren unipersonals (12 homes vivint sols i 16 dones vivint soles), 32 parelles sense fills, 40 parelles amb fills i 4 famílies monoparentals amb fills.
La població ha evolucionat segons el següent gràfic:
Habitants censats

### Habitatges
El 2007 hi havia 125 habitatges, 103 eren l'habitatge principal de la família, 17 eren segones residències i 5 estaven desocupats. Tots els 124 habitatges eren cases. Dels 103 habitatges principals, 78 estaven ocupats pels seus propietaris, 19 estaven llogats i ocupats pels llogaters i 6 estaven cedits a títol gratuït; 1 tenia una cambra, 1 en tenia dues, 12 en tenien tres, 17 en tenien quatre i 72 en tenien cinc o més. 76 habitatges disposaven pel capbaix d'una plaça de pàrquing. A 48 habitatges hi havia un automòbil i a 43 n'hi havia dos o més.

### Piràmide de població
La piràmide de població per edats i sexe el 2009 era:
| Homes | Edats   | Dones |
| ----- | ------- | ----- |
| 0     | 95 o +  | 0     |
| 0     | 90 a 94 | 0     |
| 0     | 85 a 89 | 4     |
| 16    | 80 a 84 | 0     |
| 4     | 75 a 79 | 16    |
| 8     | 70 a 74 | 12    |
| 0     | 65 a 69 | 8     |
| 8     | 60 a 64 | 20    |
| 4     | 55 a 59 | 4     |
| 4     | 50 a 54 | 4     |
| 4     | 45 a 49 | 12    |
| 8     | 40 a 44 | 0     |
| 12    | 35 a 39 | 16    |
| 8     | 30 a 34 | 12    |
| 8     | 25 a 29 | 4     |
| 8     | 20 a 24 | 0     |
| 20    | 15 a 19 | 0     |
| 20    | 10 a 14 | 12    |
| 4     | 5 a 9   | 4     |
| 4     | 0 a 4   | 0     |

## Economia
El 2007 la població en edat de treballar era de 163 persones, 116 eren actives i 47 eren inactives. De les 116 persones actives 90 estaven ocupades (49 homes i 41 dones) i 26 estaven aturades (10 homes i 16 dones). De les 47 persones inactives 10 estaven jubilades, 17 estaven estudiant i 20 estaven classificades com a «altres inactius».

### Ingressos
El 2009 a Domléger-Longvillers hi havia 113 unitats fiscals que integraven 286 persones, la mediana anual d'ingressos fiscals per persona era de 14.163,5 €.

### Activitats econòmiques
Dels 7 establiments que hi havia el 2007, 2 eren d'empreses extractives, 1 d'una empresa alimentària, 2 d'empreses de comerç i reparació d'automòbils, 1 d'una empresa d'informació i comunicació i 1 d'una empresa immobiliària.
L'any 2000 a Domléger-Longvillers hi havia 10 explotacions agrícoles que ocupaven un total de 858 hectàrees.

## Poblacions més properes
El següent diagrama mostra les poblacions més properes.
```

```

## Galeria d'imatges

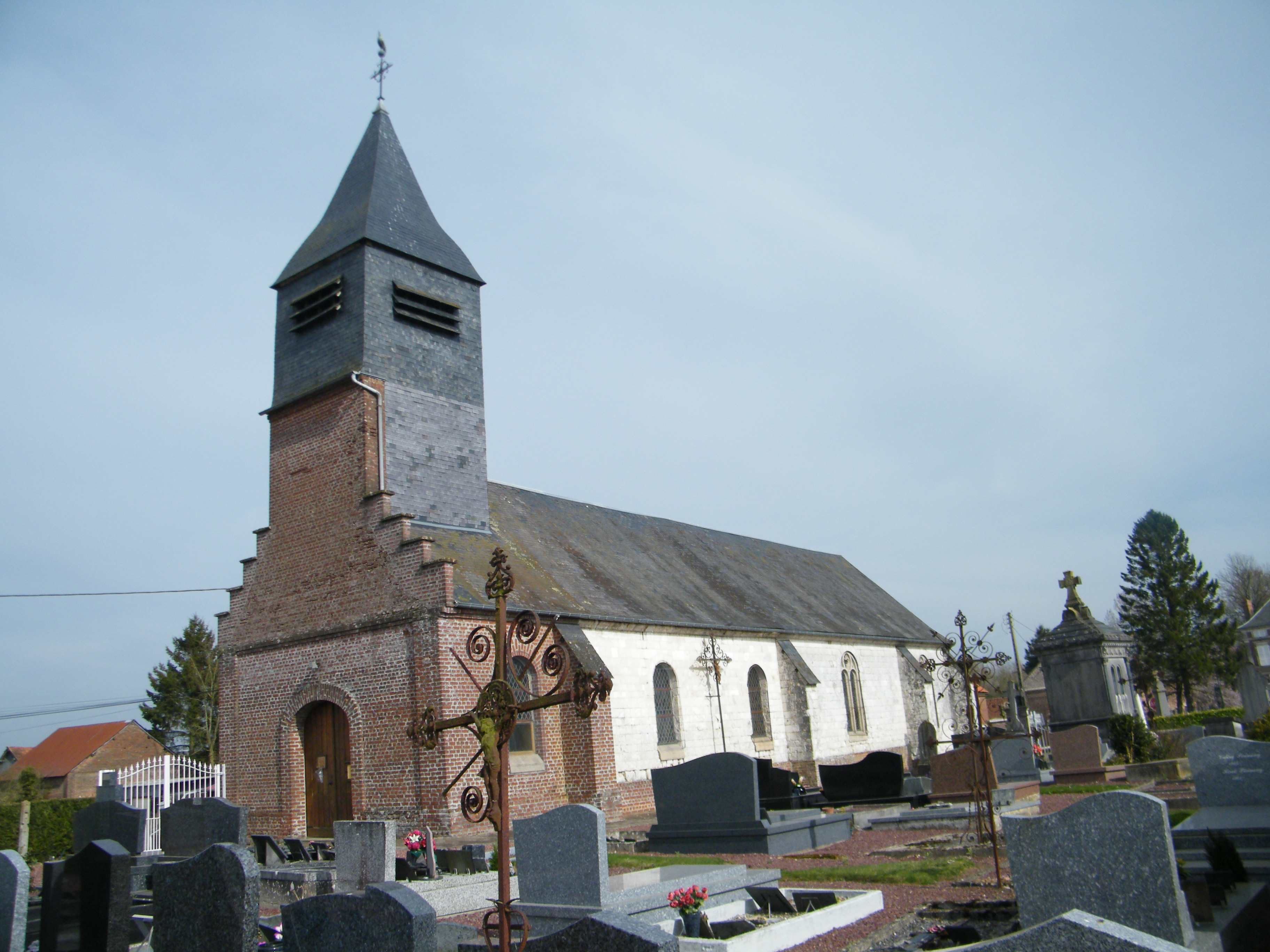
església
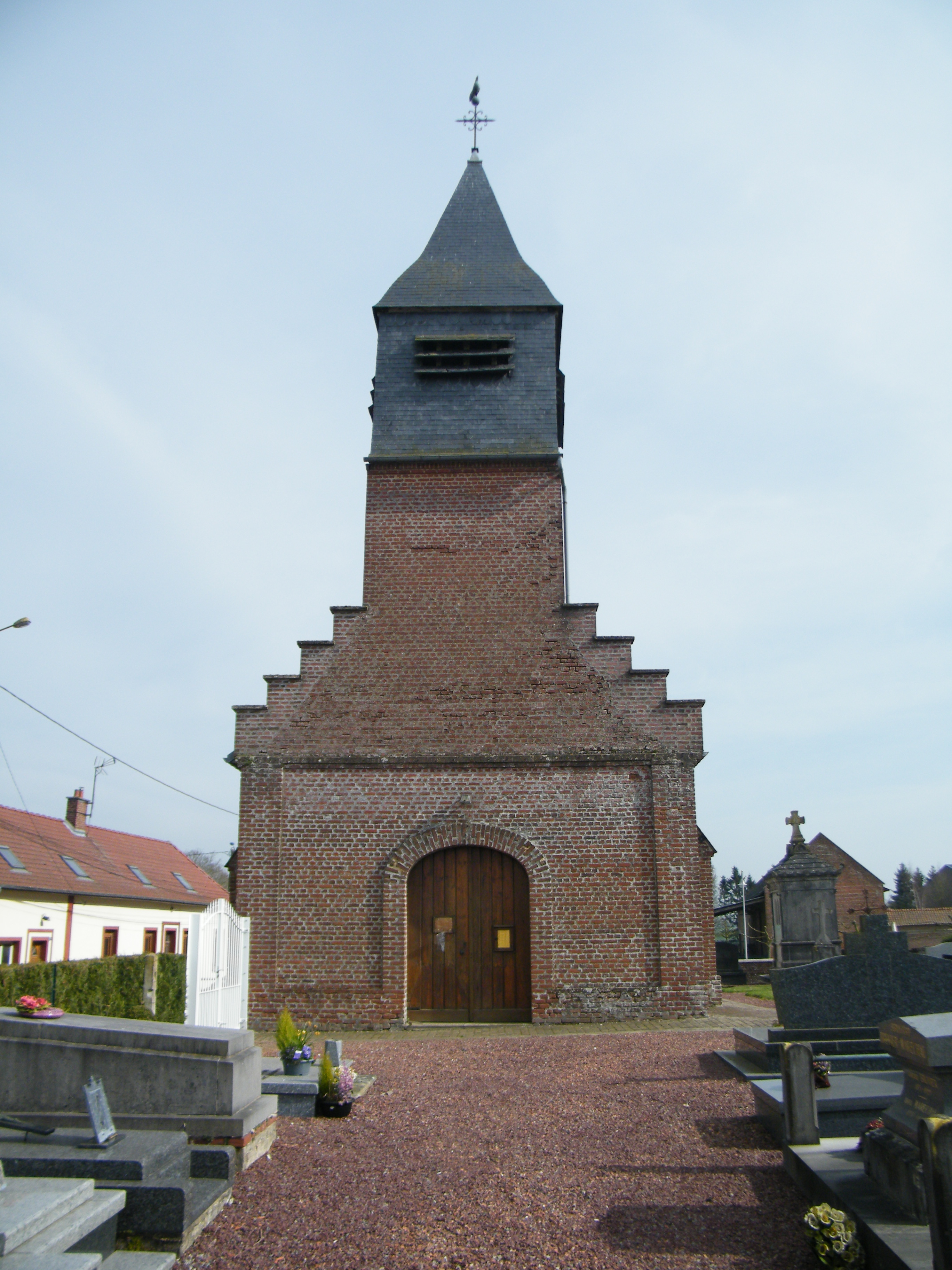
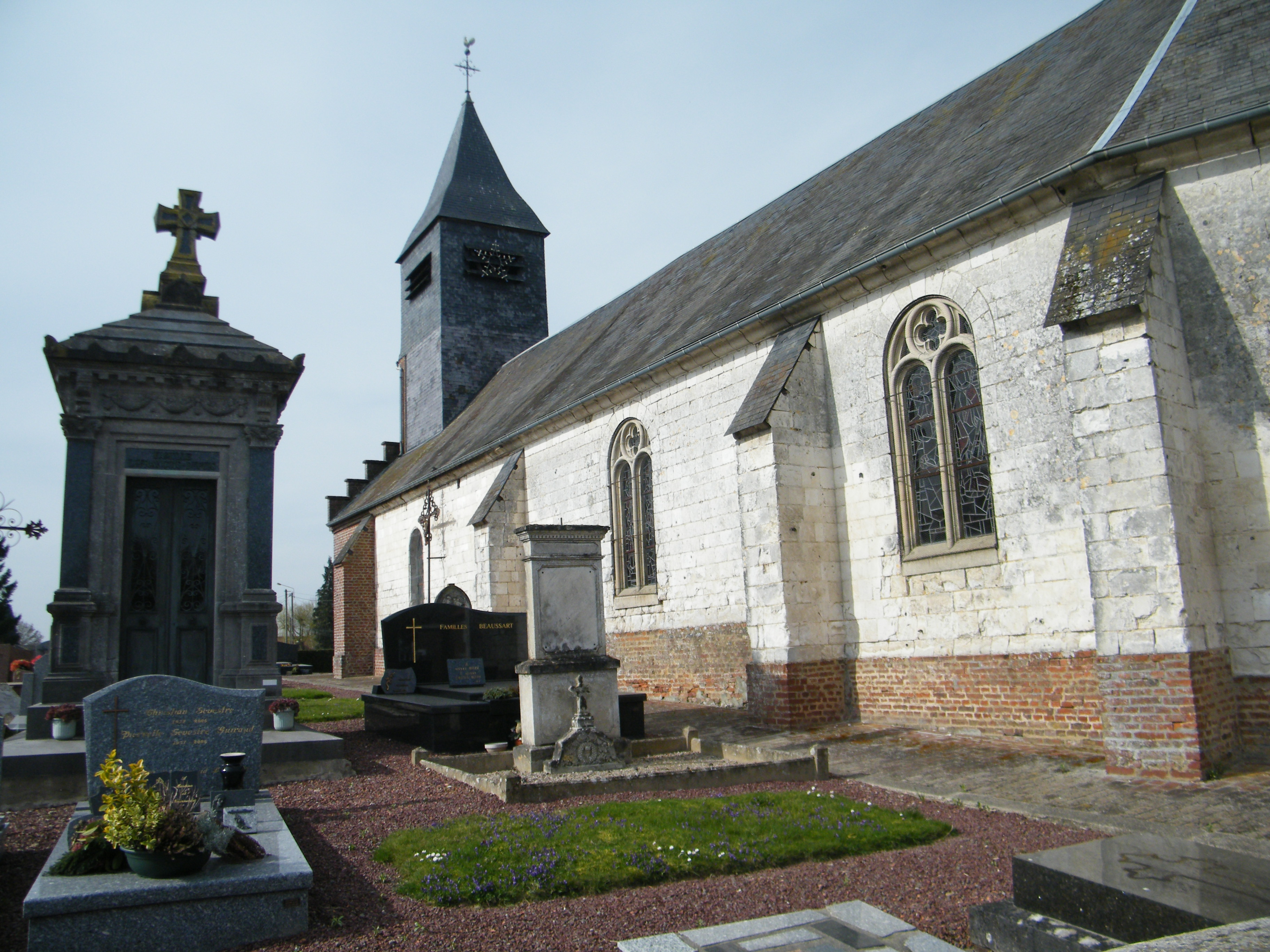
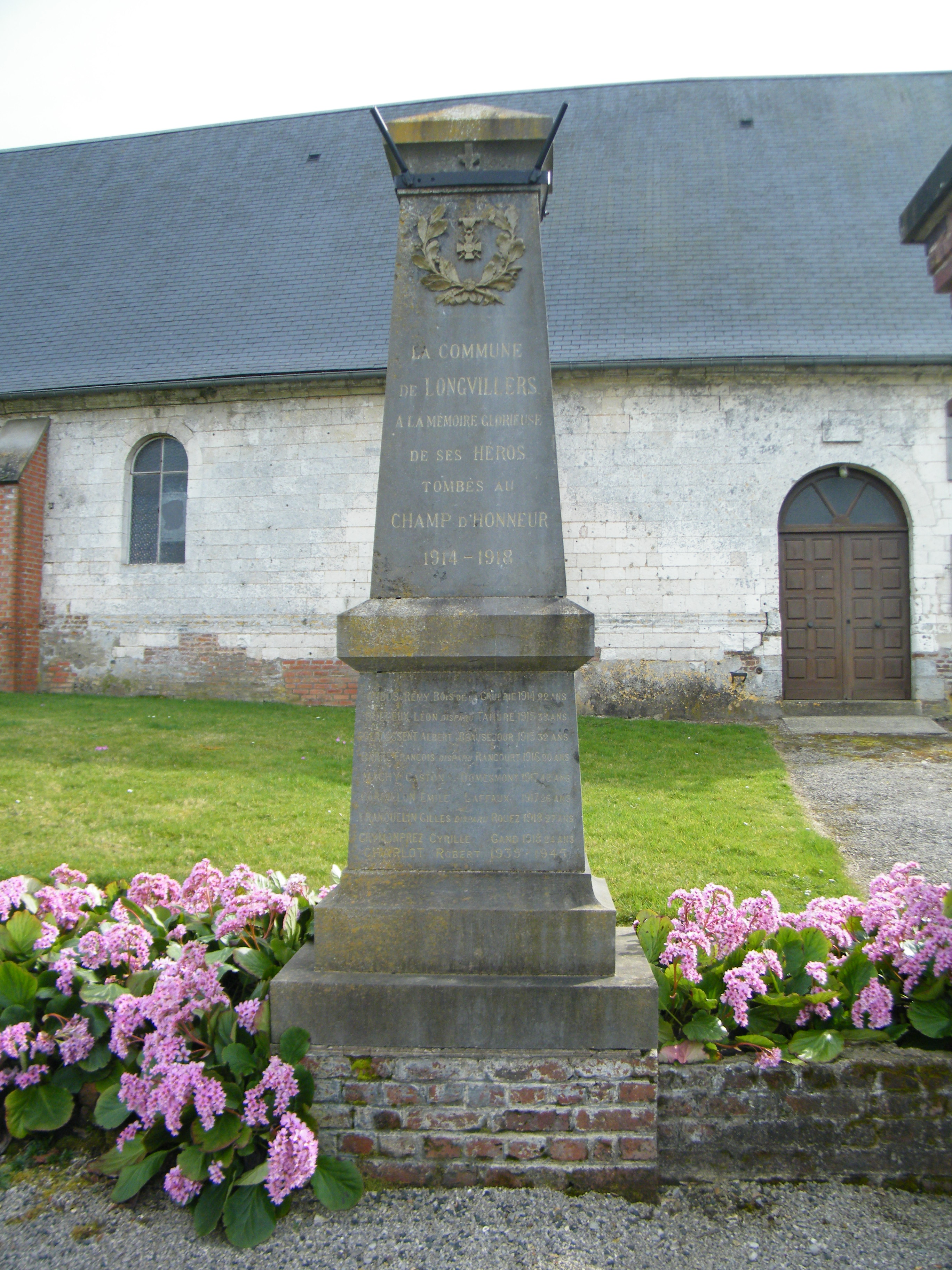
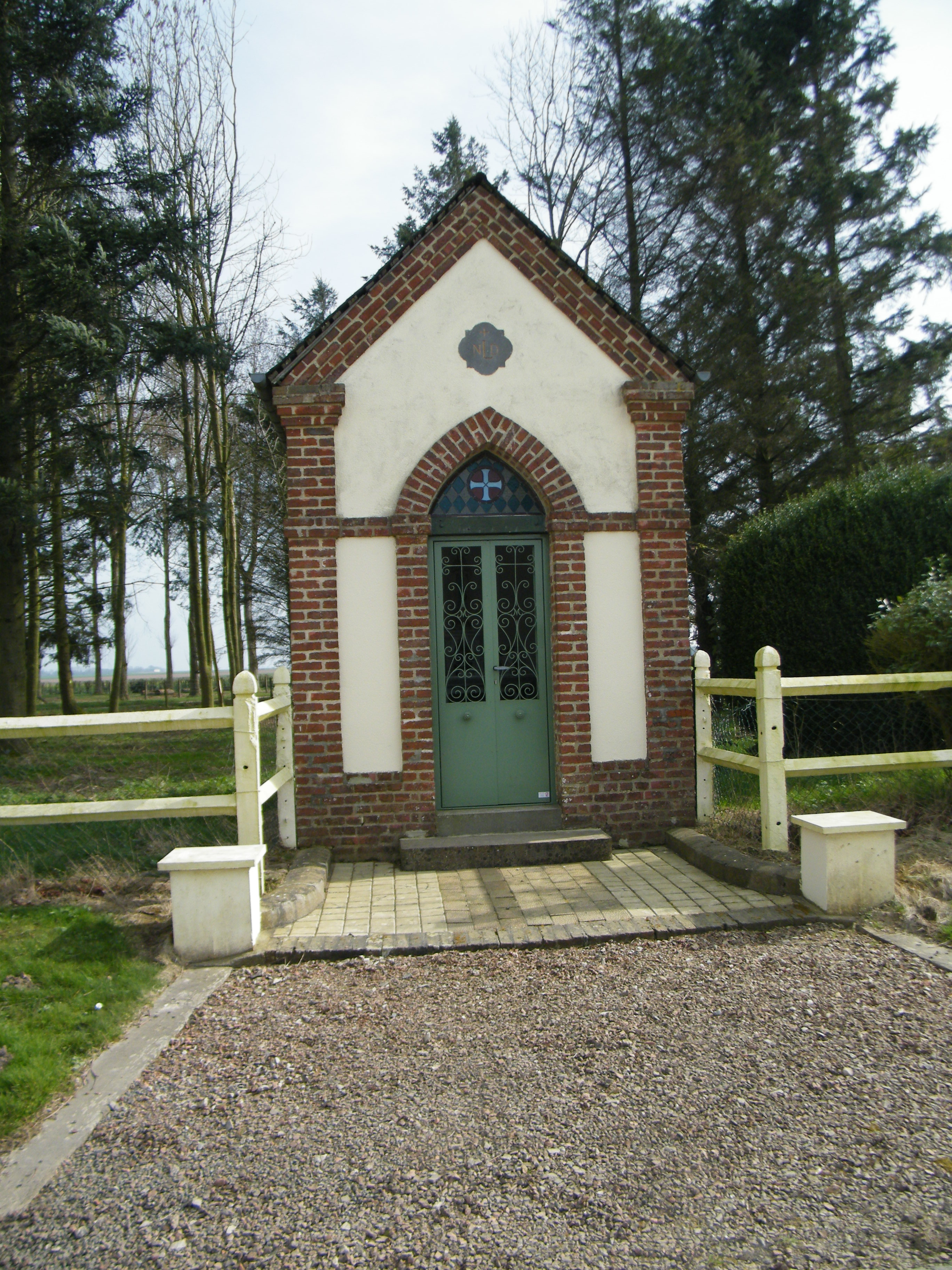
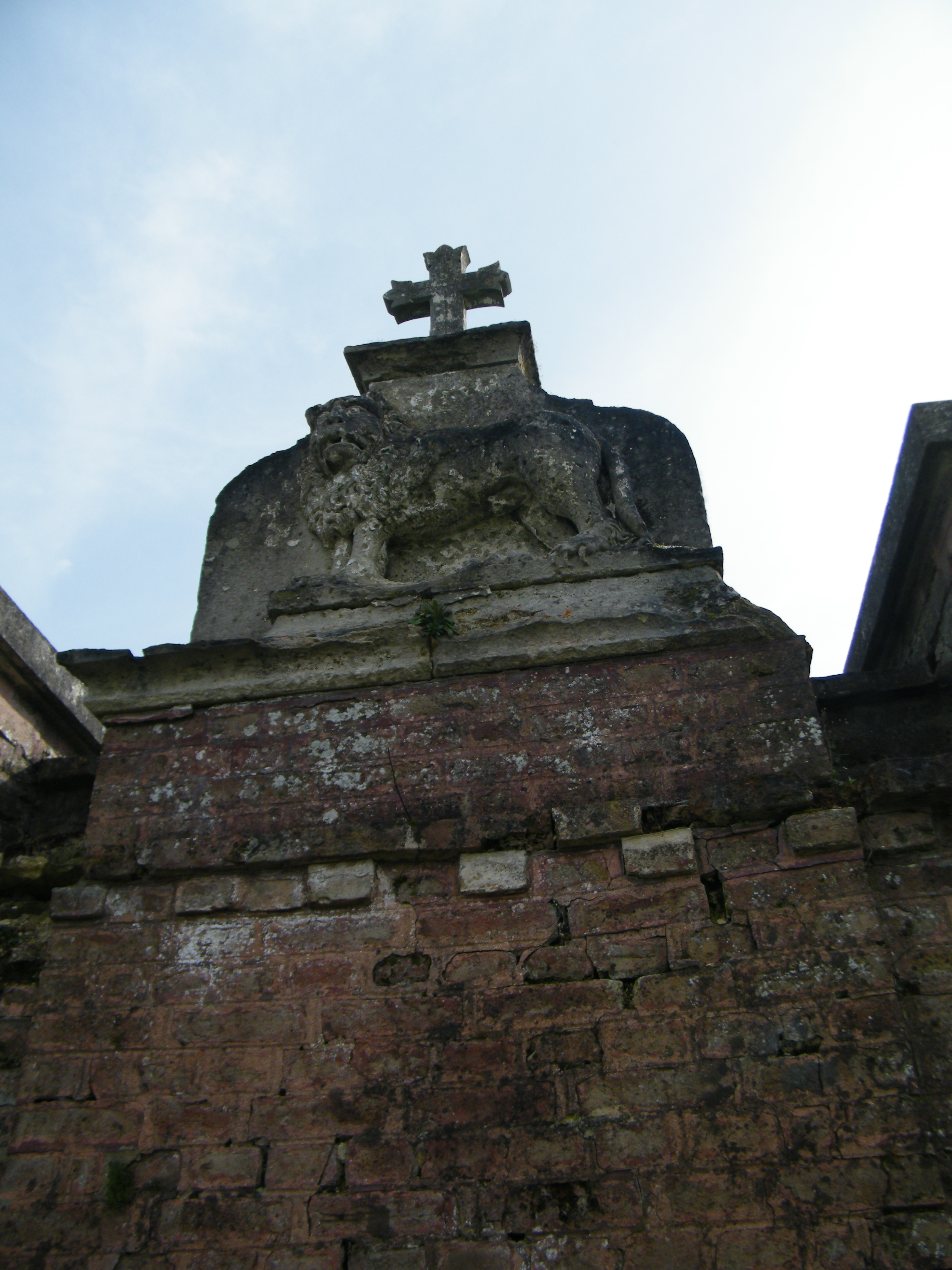